# Kanokon
Kanokon (かのこん) és una novel·la lleugera japonesa escrita per Katsumi Nishino, i il·lustrada per Koin. La primera novel·la fou llançada el 31 d'octubre de 2005, i fins a febrer de 2008 consta de deu volums publicats per Media Factory baixa la seua etiqueta MF Bunko J. Fou adaptat a un manga per Rin Yamaki publicant-se en la revista seinen Monthly Comic Alive des de 27 de juny de 2006, també per l'editora Media Factory. Un drama CD fou llançat el 28 de març de 2007. Una sèrie d'anime fou estrenada el 5 d'abril de 2008 i és produïda pels estudis Xebec. A més eixí una novel·la visual amb el títol de Kanokon Essui desenvolupada per 5pb i distribuït per a la PlayStation 2 el 31 de juliol de 2008. La història segueix la vida de Kouta Oyamada i les xiques rabosa i llop que estan darrere d'ell.